# 圣梅曼 (奥布省)
圣梅曼（法語：Saint-Mesmin，法語發音：[sɛ̃ mɛmɛ̃]）是法国奥布省的一个市镇，位于该省北部偏西，属于塞纳河畔诺让区。

## 地理
圣梅曼（48°26'38"N, 3°55'32"E）面积16.15 平方千米，位于法国大東部大區奥布省，该省份为法国中北部省份，北起马恩省，西接塞纳-马恩省，西南至约讷省，东南至科多尔省，东临上马恩省。
与圣梅曼接壤的市镇（或旧市镇、城区）包括：德鲁圣巴勒、埃什米讷、方丹莱格雷、奥尔维利耶圣于连、里利圣西尔、萨维耶尔、瓦朗圣乔治。

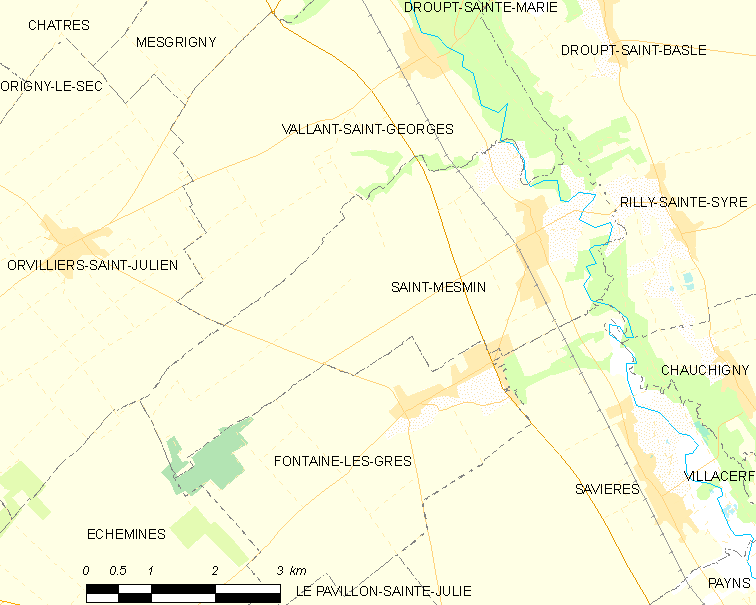
的OSM定位图

圣梅曼的时区为UTC+01:00、UTC+02:00（夏令时）。

## 行政
圣梅曼的邮政编码为10280，INSEE市镇编码为10353。

## 政治
圣梅曼所属的省级选区为特鲁瓦附近克勒内县。

## 人口

1962-2008年间人口变化图示

圣梅曼于2022年1月1日时的人口数量为907人。